# 명령 코드
컴퓨터 과학에서 명령 코드(opcode←operation code, instruction syllable, instruction parcel, opstring)는 기계어의 일부이며 수행할 명령어를 나타내는 부호를 말한다. 이에 대한 규격과 형식은 프로세서 명령어 집합에 나와 있다. (프로세서는 일반 CPU일 수도 있고 특별한 처리 장치일 수도 있다) 기계어 명령어(Instruction)는 명령어를 나타내는 opcode를 가지며, 일반적으로 피연산자를 나타내는 하나 이상의 지정자를 가진다. 일부 연산에 대해서는 연산 자체가 묵시적으로 피연산자를 갖고 있는 경우도 있고, 피연산자를 아예 갖지 않는 연산도 있다.